# Thalassomembracis bilobus
Thalassomembracis bilobus är en kräftdjursart som beskrevs av Mark J. Grygier 1984. Thalassomembracis bilobus ingår i släktet Thalassomembracis och familjen Synagogidae. Inga underarter finns listade i Catalogue of Life.